# Neosadocus
Neosadocus is een geslacht van hooiwagens uit de familie Gonyleptidae.
De wetenschappelijke naam Neosadocus is voor het eerst geldig gepubliceerd door Mello-Leitão in 1926. 

## Soorten
Neosadocus omvat de volgende 4 soorten:
- Neosadocus bufo
- Neosadocus maximus
- Neosadocus misandrus
- Neosadocus robustus